# Diadegma pendulum
Diadegma pendulum är en stekelart som beskrevs av Walley 1967. Diadegma pendulum ingår i släktet Diadegma och familjen brokparasitsteklar. Inga underarter finns listade i Catalogue of Life.